# 1025

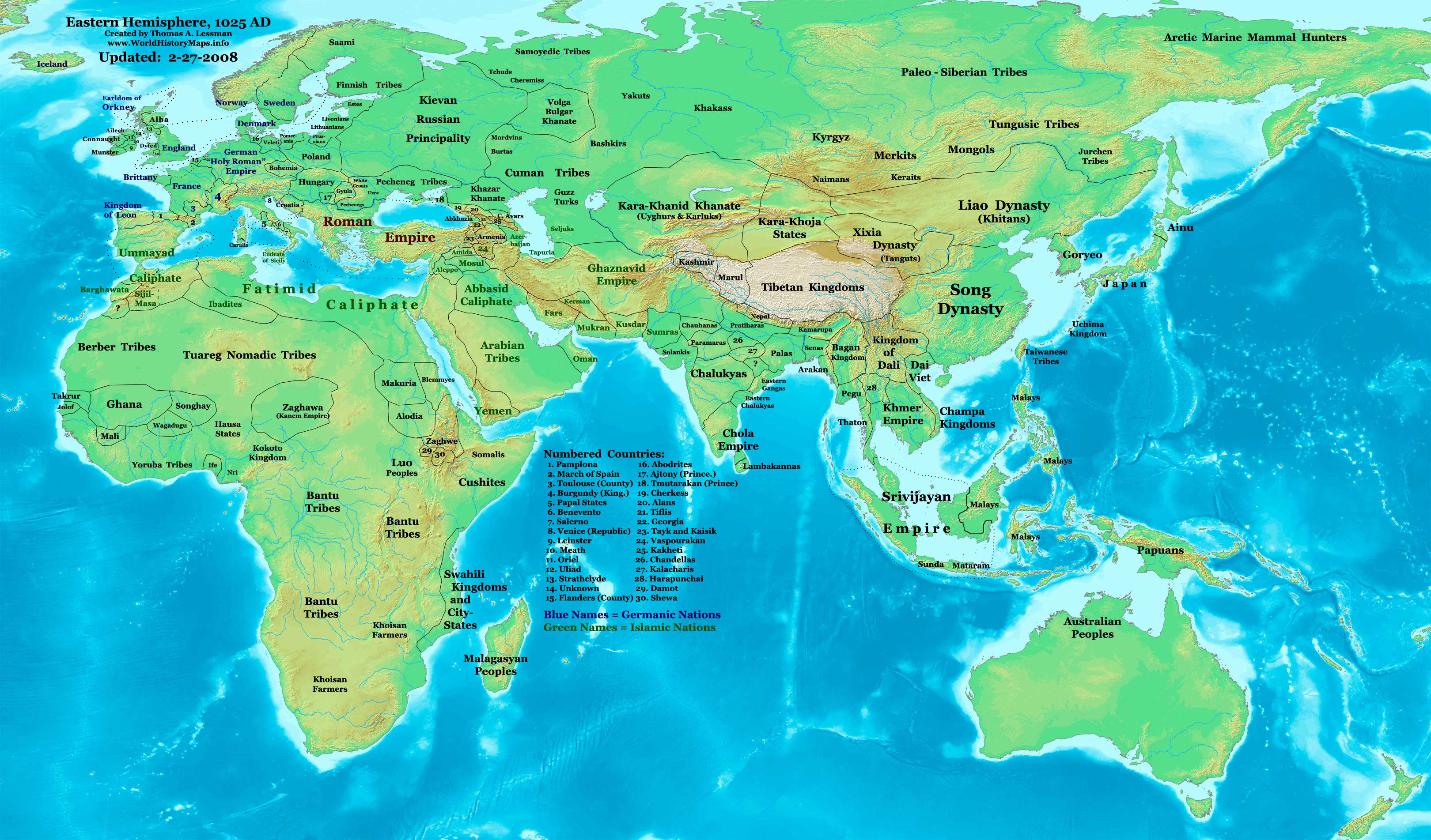
A keleti hemiszféra 1025-ben

Évszázadok: 10. század – 11. század – 12. század
Évtizedek: 970-es évek – 980-as évek – 990-es évek – 1000-es évek – 1010-es évek – 1020-as évek – 1030-as évek – 1040-es évek – 1050-es évek – 1060-as évek – 1070-es évek
Évek: 1020 – 1021 – 1022 – 1023 –  1024 – 1025 – 1026 – 1027 – 1028 – 1029 – 1030

## Események
- április 18. – I. Boleszláv lengyel király megkoronázása.
- Szrivijáva királyságot (Szumátra szigetén) dél-indiai kalózok támadják meg, melynek következtében elveszíti korábbi jelentőségét.
- december 16. – VIII. Kónsztantinosz bizánci császár uralkodásának kezdete (961-től társuralkodó volt, 1028-ig uralkodik).

## Születések
- augusztus 28. – Go-Reizei japán császár († 1068).

## Halálozások
- május folyamán – Musarrif ad-Daula iraki emír (* 1003)
- június 17. – I. Boleszláv lengyel király (* 967).
- december 15. – II. Baszileiosz bizánci császár (* 958).